# كوجي هاتشيسوغا
كوجي هاتشيسوغا (باليابانية: 蜂須賀 孝治) (20 يوليو 1990 في توتشيغي في اليابان – )؛ هو لاعب كرة قدم ياباني سابق كان يلعب كمدافع.

## وصلات خارجية
- كوجي هاتشيسوغا على موقع رابطة كرة القدم اليابانية للمحترفين (اليابانية)
- كوجي هاتشيسوغا على موقع قاعدة بيانات كرة القدم.إي يو (الإنجليزية)
- كوجي هاتشيسوغا على موقع Soccerway.com (الإنجليزية)
- كوجي هاتشيسوغا على موقع عالم كرة القدم.نت (الإنجليزية)
- كوجي هاتشيسوغا على موقع كووورة